# Aprostocetus hanka
Aprostocetus hanka är en stekelart som beskrevs av Kostjukov 1995. Aprostocetus hanka ingår i släktet Aprostocetus och familjen finglanssteklar. Inga underarter finns listade i Catalogue of Life.